# Un cobaye pour l'éternité
Un cobaye pour l'éternité est le 5e album de la série de bande dessinée Jeremiah, écrit et dessiné par Hermann, paru en 1981.

## Synopsis
Kurdy reçoit la visite d'une de ses connaissances, Stonebridge, accompagné d'une ravissante jeune fille, Cheryl. Il lui propose un tuyau bien payé et bien blanchi. Kurdy part seul laissant Jeremiah. Il arrive dans un centre ressemblant à une clinique moderne, il y loge mais ne se doute pas que Stonebridge l'a piégé et veut en faire de même pour Jeremiah. Le chef-docteur prétend savoir enlever la jeunesse d'un individu et la transférer à des personnes voulant rajeunir, Stonebridge est un de ses rabatteurs.

## Publications en français
- Novedi (Belgique) et Hachette (France), 1981
- Dupuis (collection « Repérages »), rééditions à partir de 1988

### Documentation
- Jean-Luc Fromental, « Le Guide des meilleurs albums : Un cobaye pour l'éternité », dans Jean-Luc Fromental (dir.), L’Année de la bande dessinée 81/82, Paris, Temps Futurs, 1982, p. 41.